# Klaus Wallenhauer
Klaus Wallenhauer (* 7. September 1979) ist ein ehemaliger deutscher Basketballspieler.

## Werdegang
Der 1,96 Meter große Flügelspieler kam in der Saison 1999/2000 als Mitglied des TV Lich auf vier Einsätze in der Basketball-Bundesliga.
Später spielte er mit dem TSV Butzbach (Saison 2005/06) und 2006/07 mit TuS Makkabi Frankfurt in der Oberliga.